# Guennadi Karkov
Guennadi Aleksandrovitx Karkov, també conegut com El Mongol, (Kulebaki, 5 de desembre de 1930 - Podolsk, 1994) fou un destacat cap del crim organitzat rus dels anys 60 i 70.
El 1953, als vint-i-cinc anys, ja va ser condemant per robatori i va estar empresonat fins al 1962. En sortir, es dedicà a extorsionar els comerciants del economia submergida de Moscou, que en aquells anys era un negoci pròsper, i per això ha estat considerat com el líder pioner d'un tipus de criminalitat que més tard es generalitzaria en l'hampa rus. Així, se'l considera mestre d'alguns coneguts vor v zakone posteriors com Viatxeslav Ivankov o Otari Kvantrixvili. La seva organització va ser coneguda per una gran crueltat, que emprava el segrest i la tortura com a mitjà per a fer efectives les seves extorsions. Karkov i molt dels seus sequaços van ser detinguts el 1972 en una gran operació policial, i va ser condemant a catorze anys de presó, pena que va complir íntegrament. En soritr en llibertat l'any 1986, tornà a organitzar un grup que operava a l'antic poble de Tushino (ara annexat a Moscou), però es va anar retirant i es va comprar una mansió a França. Va morir el 1994.